# 西九龙站内地口岸区
西九龍站内地口岸区（英語：West Kowloon Station Mainland Port Area）是位於廣深港高速鐵路香港西九龍站內的一个区域，總樓面面積約10萬平方米，自2018年9月4日起由中國內地實行内地法律和依照《合作安排》設立和管辖。中华人民共和国全国人民代表大会常务委员会通过《决定》，批准《合作安排》。内地口岸区的设立及具体范围由国务院批准。内地口岸区自启用日起，并派驻中华人民共和国出入境边防检查机关、海关、检验检疫机构、口岸综合管理机构和鐵路公安机关。上述机构及其人员不在内地口岸区以外区域执法。西九龙站内地口岸区設有中国內地唯一设在其境外的口岸“广深港高铁西九龙站铁路口岸”。
在內地口岸區，除了由《合作安排》第3條和第7條之「保留事項」仍由香港司法管轄以外，內地口岸區的範圍被視為處於香港以外並處於中国内地以內，香港法律據此在內地口岸區無效，但不改變香港特別行政區行政區域界線。
運輸及房屋局局長經憲報公告指定於2018年9月4日起實施《廣深港高鐵（一地兩檢）條例》。香港特区政府根據《再授特許權協議》，向中国内地的深圳市政府就「內地派駐機構使用區域」收取每年1,000元港幣的象征性费用。

## 範圍

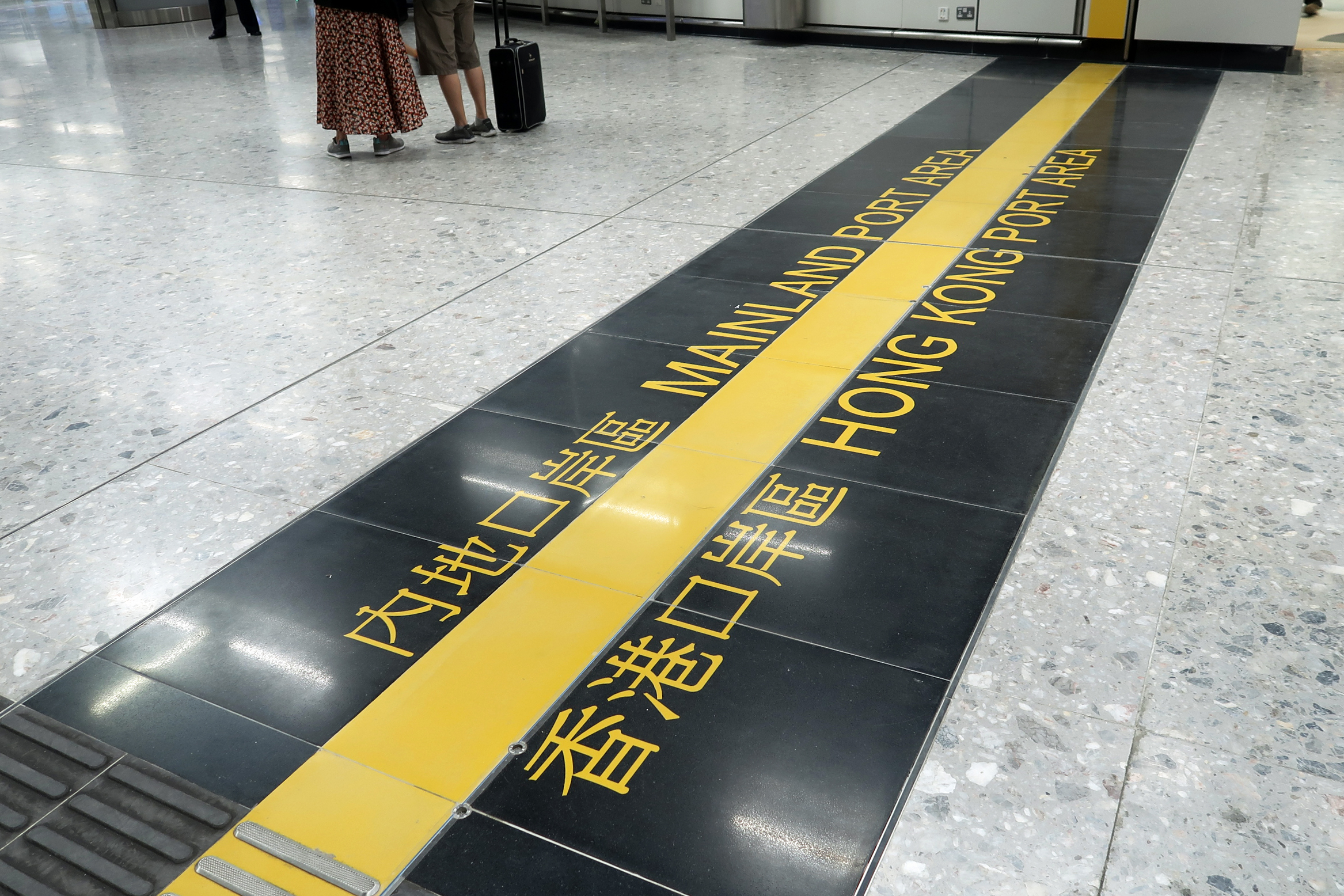
内地口岸区分界線

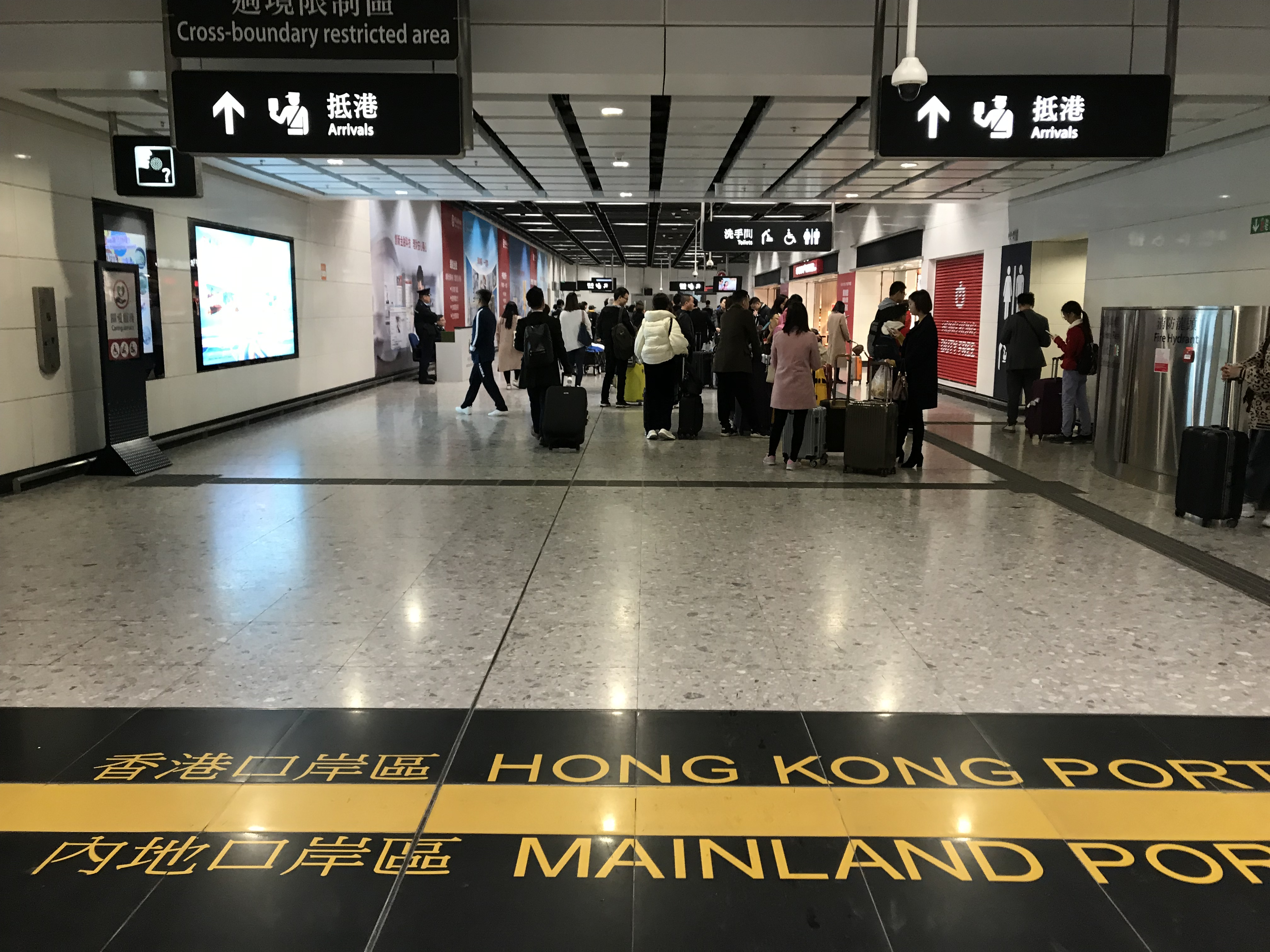
内地口岸区B2抵港层出口

西九龍站被香港油尖旺區連翔道、柯士甸道西、匯民道、佐敦道包圍。內地口岸區為《廣深港高鐵（一地兩檢）條例》附表2中的平面圖編號1及平面圖編號1附件1上所劃定並填上橙色的範圍，具體範圍以界線點座標列出，涵蓋了西九龙站地下二、三层的划定区域、地下四层月台区域及有关连接通道，包括内地监管查验区、办公备勤区、离港乘客候车区、车站月台和连接通道及电梯。
泛民陳淑莊認為此界線標記簡單如小學生填顏色比賽，相比之下，深圳灣港方口岸平面圖要用12張A4紙方可印完。港府交予立法會審核之内地口岸区平面圖只用顏色顯示範圍，並非標準建築圖則，未有顯示各設施之位置，例如未有顯示两区界线上之「暗门」。立法會法案委員會部分委員曾要求政府當局提供實際建築圖則，但被政府拒絕。
广深港高速铁路香港境內「營運中」的客運列車车厢（包括在行駛中、停留中和上下乘客期間），視為在內地口岸區範圍之內，司法管轄權亦將屬內地，《明報》形容，情况猶如「移動邊界」。客運列車在石崗列車停放處內，或來往西九龍站及石崗列車停放處的行程途中，則不屬於「營運中」，司法管轄權維持不變。

## 法律及管轄權
內地口岸區的管辖事项划分為「保留事項」及「非保留事項」。
根據《合作安排》第3或7條，「保留事項」包括以下事項（詳見附註原文）：若干特定人員履行職務及相關事項；建築物和香港設施的建設、保險和設計、維修養護標準；高鐵香港服務商經營、以及與此經營有關的保險和稅務、以及僱員權益、保障；規管及監察鐵路系統安全運作、環境管制；與特定人員的私人合約及民事關項；還有在營運協議中規定由香港營運商負責的事項。「保留事項」適用香港法律並由香港實施管轄。
根據《合作安排》第4條，「非保留事項」為「保留事項」以外的一切事項，適用内地法律並由中国内地實施管轄。
執行「非保留事項」時，就内地法律及香港法律於內地口岸區的適用而言，並就內地口岸區的管轄權（包括司法管轄權）的劃分而言，內地口岸區的範圍，視為處於香港以外並處於中國內地以內。《中華人民共和國國務院令》第221號所公布的香港特別行政區行政區域界線，不受影響。

### 派驻机构
内地口岸区自启用之日起，將由中国内地依照内地法律和《合作安排》实施管辖，并派驻深圳出入境边防检查总站西九龙出入境边防检查站、西九龙站海关（隶属深圳海关）、西九龙站出入境检验检疫机关（原西九龙站出入境检验检疫局，隶属深圳出入境检验检疫局）、深圳市人民政府口岸办公室西九龙站口岸处和广州铁路公安局深圳铁路公安处西九龙站派出所。上述机构及其人员不在内地口岸区以外区域执法。
政府在2017年指內地人員不會在西九龍站過夜，特首林鄭月娥亦強調內地人員不會在站內留宿。不過到2018年9月，《南華早報》引述消息稱，會有數十名內地人員通宵留在內地口岸區內執勤，處理設備維修和保養。做法不符合政府早前之說法。

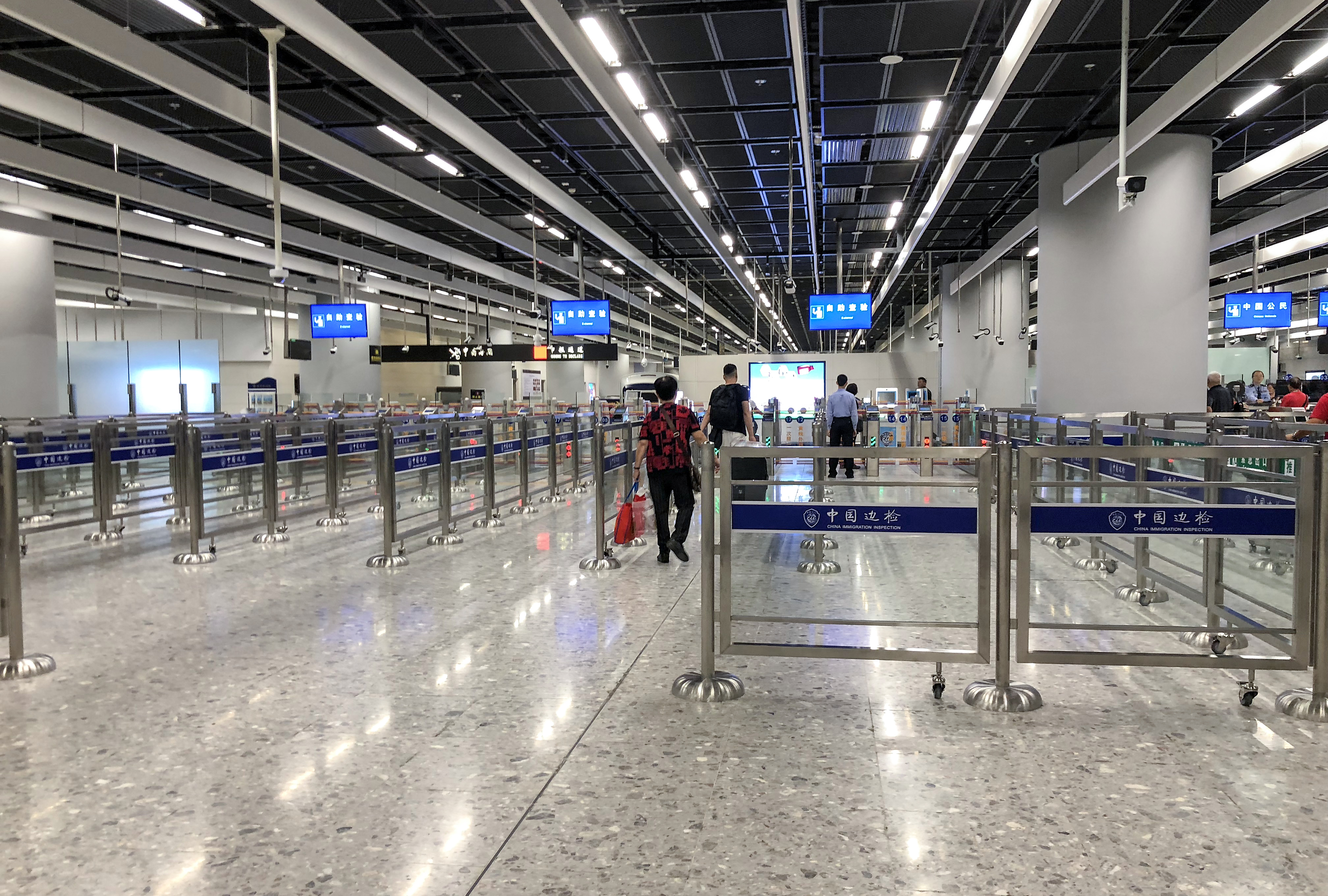
深圳边检总站西九龙边检站的自助查验通道
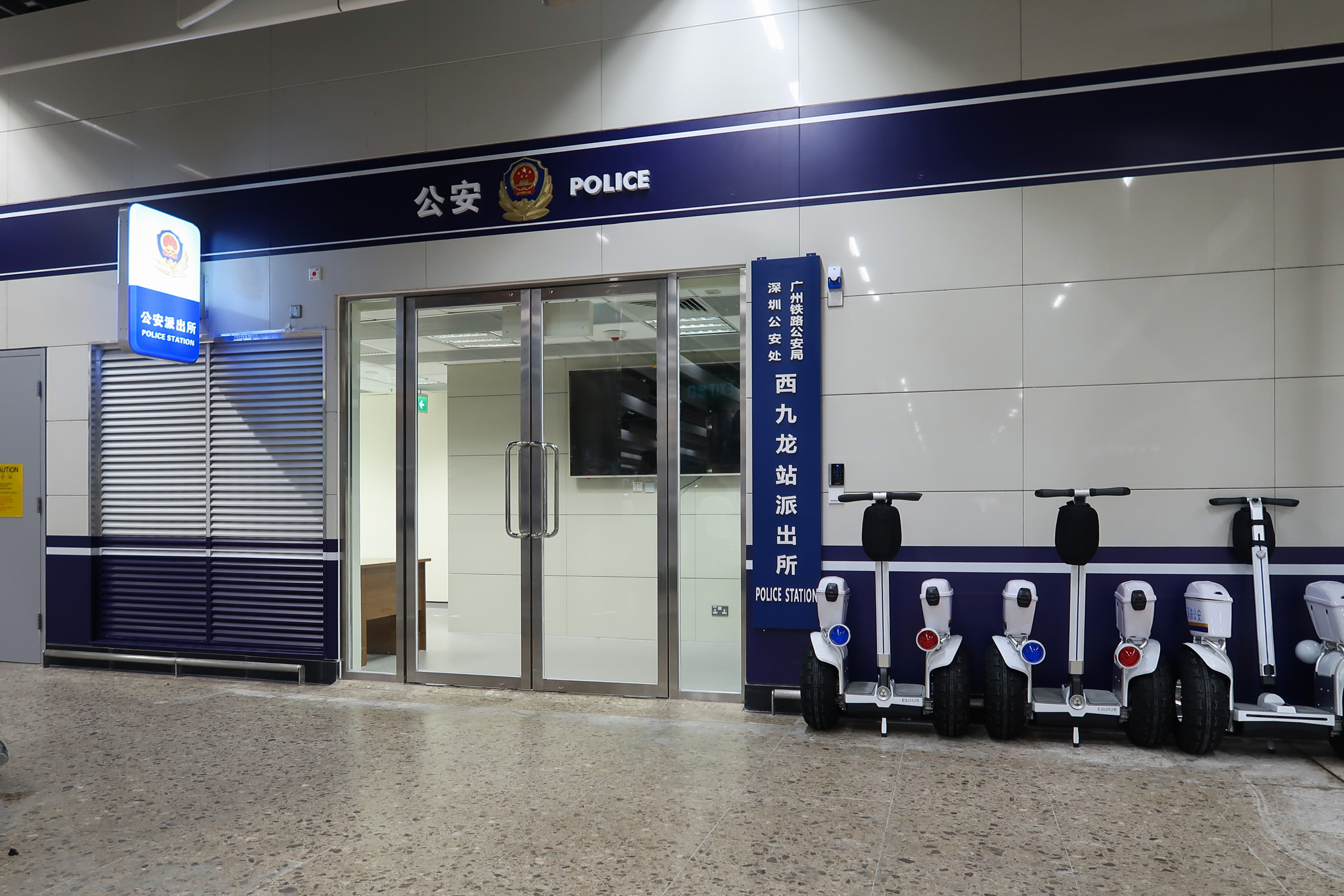
廣州鐵路公安局深圳公安处西九龍站派出所
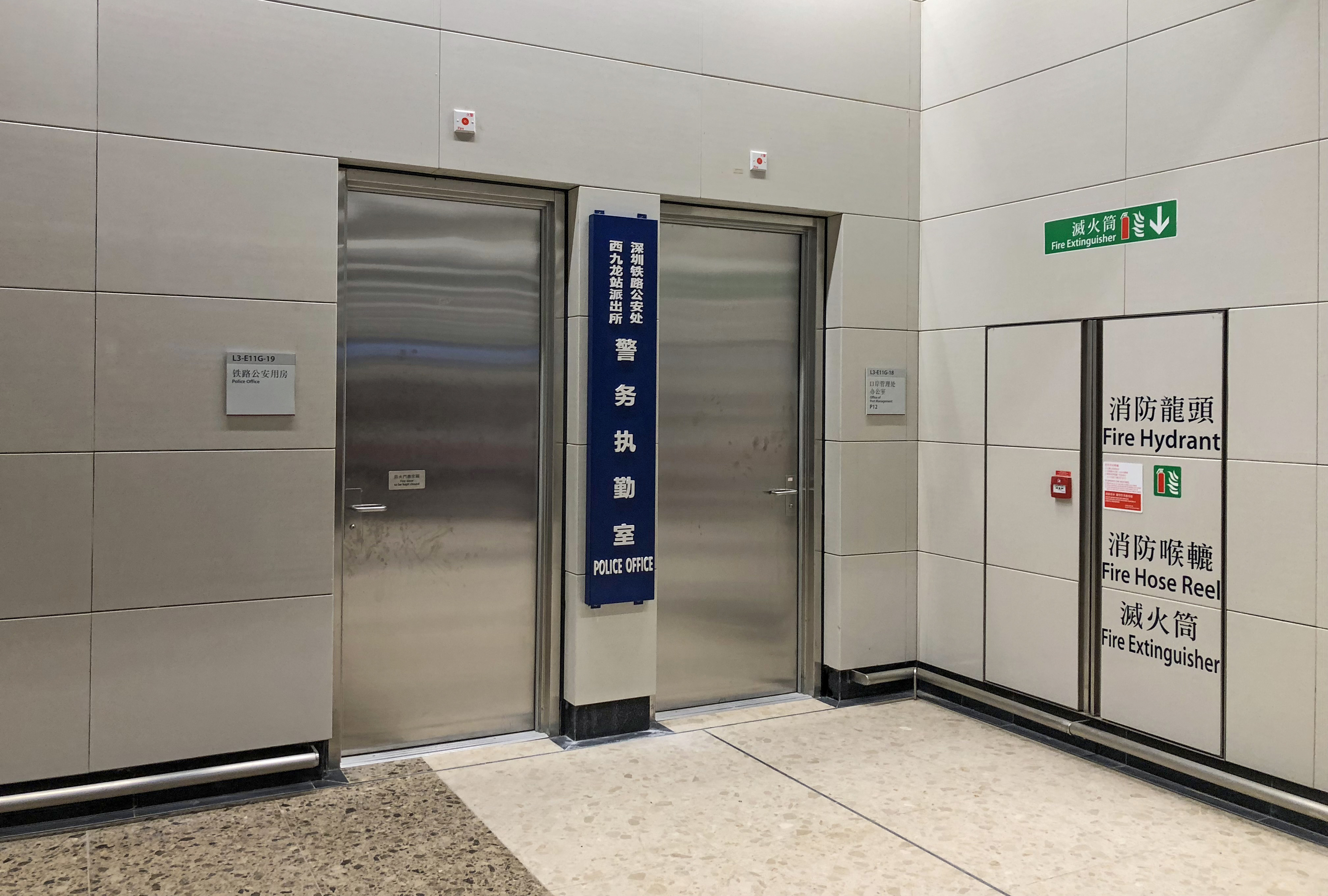
深圳铁路公安处西九龙站派出所执勤室
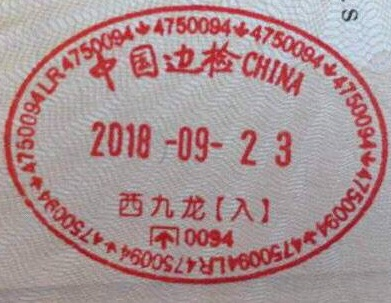
深圳出入境边防检查总站西九龙边检站入境验讫章
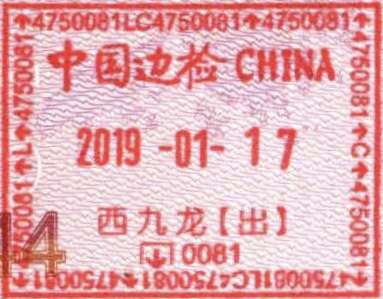
西九龙边检站出境章
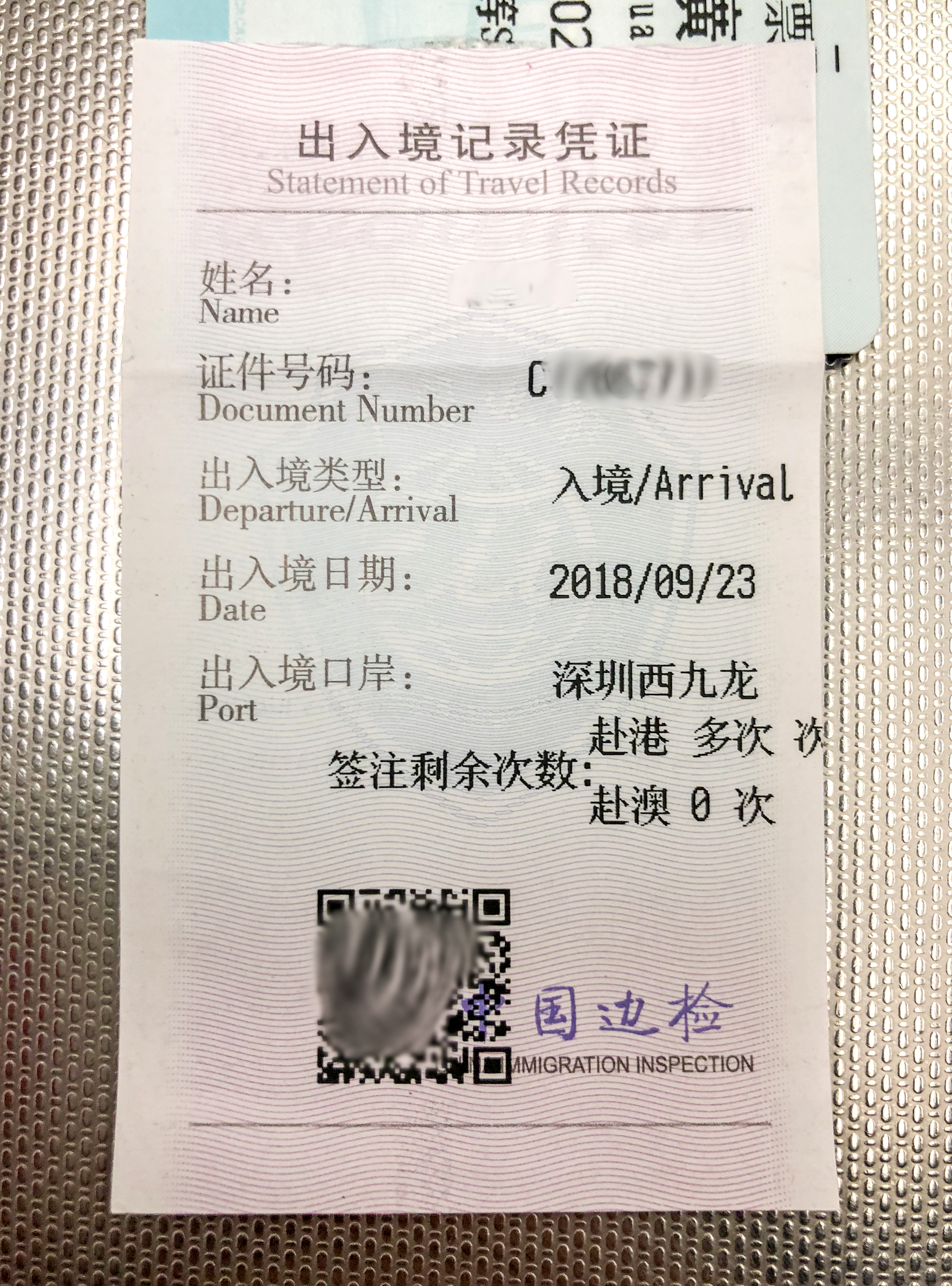
口岸顯示「深圳西九龙」的出入境记录凭证[註 4][註 5]

### 運作設計
内地口岸區所駐機構依照内地法律对乘客进行出入境监管。符合内地法律者，允许其出入境。若违反内地法律，由内地派駐机构根据具体情况依内地法律采取相应法律措施。内地口岸区的出境区和入境区各设有出入境大厅各设有30条自助查验通道和30条人工查验通道，日设计通关流量20万人次。香港與中国内地雙方也建立了口岸联络协调与应急处理机制。深圳市人民政府正在制定《西九龍站及口岸內地區域應急救援事宜專項小組工作方案》。如有突发、紧急事件，香港特区人员須经内地派驻机构请求并授权，方可在内地口岸区协助處理。
外國遊客如果在内地口岸区被捕或扣查或丟失護照，駐香港領事不能行使領事權利探視國民，需要改由該國駐廣州領事或其他地区之領事館跟進，駐港領事館無權跟進。
另外，在内地口岸区连接车站WiFi需经过实名登記手机號碼或微信账号才可免费上网。但是，如果旅客在内地口岸区使用行動通訊服務（包括使用数据访问网络），则仍接收香港的網絡訊號，不收取漫游费，且不实行网络内容审查。
根據《條例》第8條，私人合約如寫香港、而不寫明包括内地口岸区，合約將不包括内地口岸区，例如流動電話及保險等合約。

## 租金及期限
香港政府將以每年1000港币象徵式租金，將西九龍站內地口岸區當中的「內地派駐機構使用區域」租給內地政府。香港政府亦有責任維護深圳市政府在該境外領地的權益。租約期限及土地開發費未定。
作為對等安排，深圳市政府亦同意把港府於深圳灣口岸的港方查驗區，由現時每年810.5萬人民幣租金，下調至1000元人民幣象徵式租金，2019年7月1日起實施。不過，一地兩檢關注組表示，當年興建深圳灣口岸，港府支付合共42億港元過境設施建造費和土地開發費，且港方每年支付約800萬租金已12年，累計約1億，現時內地機構租用香港黃金地段西九總站的內地口岸區，只收1000元象徵式費用並不合理。眾新聞對比鄰近尖沙咀同樣面積之甲級寫字樓，年租逾7億港元。而陳帆在立法會回應「不應糾纏」是否租賃。

## 成立過程

### 公布方案前
在2009年政府向立法會申請撥款時，泛民議員已質疑一地兩檢授權內地人員在港執法，違反《基本法》。惟時任运输及房屋局局長郑汝桦一直未有交出具體方案，表示如若最終不能實行一地兩檢，高鐵將考慮採用「車上檢」。到10月時一度辯稱兩地兩檢是後備方案，在福田站、龍華站（现深圳北站）、虎門站及廣州站（現廣州南站位於番禺区）已預留地方興建邊檢設施。
2015年12月，有傳媒報道指港府與內地正參考美加模式，商討「一地兩檢」範圍，同時容許大陸執法人員在高鐵西九龍站指定範圍進行執法，但僅限出入境、海關及檢驗檢疫。至於相關指定範圍是否屬於內地司法管轄，內地執法人員能否進行拘捕等等，則未有定論。律政司司長袁國強表示，落實一地兩檢關鍵之一是如何符合《基本法》前提下容許內地檢查人員在西九龍執行內地清關等法規，涉及問題複雜。最終不採用美加模式，《合作安排》訂明如有發生突發和緊急事件，要須經内地机关請求並授權，香港人員才可進入内地口岸区協助；若違反内地法律，由内地机构採取法律措施，而香港法院無管轄權。工黨前立法會議員李卓人認為，將內地的法律引進西九龍站特定範圍，是破壞一國兩制，有關做法比釋法更可怕。公民黨郭榮鏗表示，若內地的法律能隨便引入《基本法》附件三而成為香港的法律，日後許多香港自治範圍以外的法律也可透過附件三引入，將嚴重破壞一國兩制。資深大律師、民主思路召集人湯家驊提議將內地出入境法律放入基本法附件三後，香港再立法授權內地人員在西九龍站特定範圍內執行清關手續。因若內地人員來港執行清關手續必須受到香港法例授權，既然透過立法實施便成為香港法律的一部分，則不會違反香港的自治範圍。立法會前法律界議員吳靄儀則認為基本法已講明只有香港的執法人員才可以在香港執法，基本法未授權香港授權大陸人員來香港執法，以致此類法律不可能通過。

### 公佈邊檢方案
香港行政長官會同行政會議在2017年7月25日，通過了廣深港高速鐵路在西九龍站進行香港及內地的清關、出入境及檢疫手續的安排。根據《廣深港高速鐵路（香港段）通關安排》小冊子，提及「三步走」方案。同时香港特區政府尋求全国人大常委会作出決定，批准及確認《合作安排》，依據《基本法》20條，由中央授權香港特區租賃「內地口岸區」予内地，實施內地法律。
據《合作安排》所述，為實現香港與中國內地高速鐵路交通設施互聯互通，促進兩地人員交流和經貿往來，推動兩地經濟實現優勢互補、共同發展，充分發揮廣深港高鐵香港段的效益，經協商，雙方同意在西九龍站設立口岸實施一地兩檢達成《合作安排》。
內地口岸區佔西九龍站四分一，共設10.5萬平方米樓面。內地執法人員於高鐵出入境範圍、高鐵列車月台（B4層）、總站內路軌及車廂內享有「全面執法權」。李家超透露5個內地執法單位將會進駐，包括負責出入境邊檢、海關、檢驗檢疫、口岸辦公室，以及負責治安管理的單位。蘋果日報引述“消息人士”指，站內設儲存槍枝的器械室及羈留設施，內地人員亦有權將違法者押返內地調查及審訊。李家超估計執法人員將按實際情況決定警棍或槍械配備。內地人員只能留在內地口岸區，不進入香港境內執法。
2017年10月24日，香港保安局長李家超說，會研究允許香港人在车厢中撥打999，由接線生轉駁至深圳公安部門。
引用基本法20條方案獲陈弘毅、谭耀宗、梁爱诗支持。2017年8月8日，立法會交通事務委員會、保安事務委員會及司法及法律事務委員會的聯席會議上通過議案，支持在西九龍站落實一地兩檢模式。

#### 公佈方案後的质疑

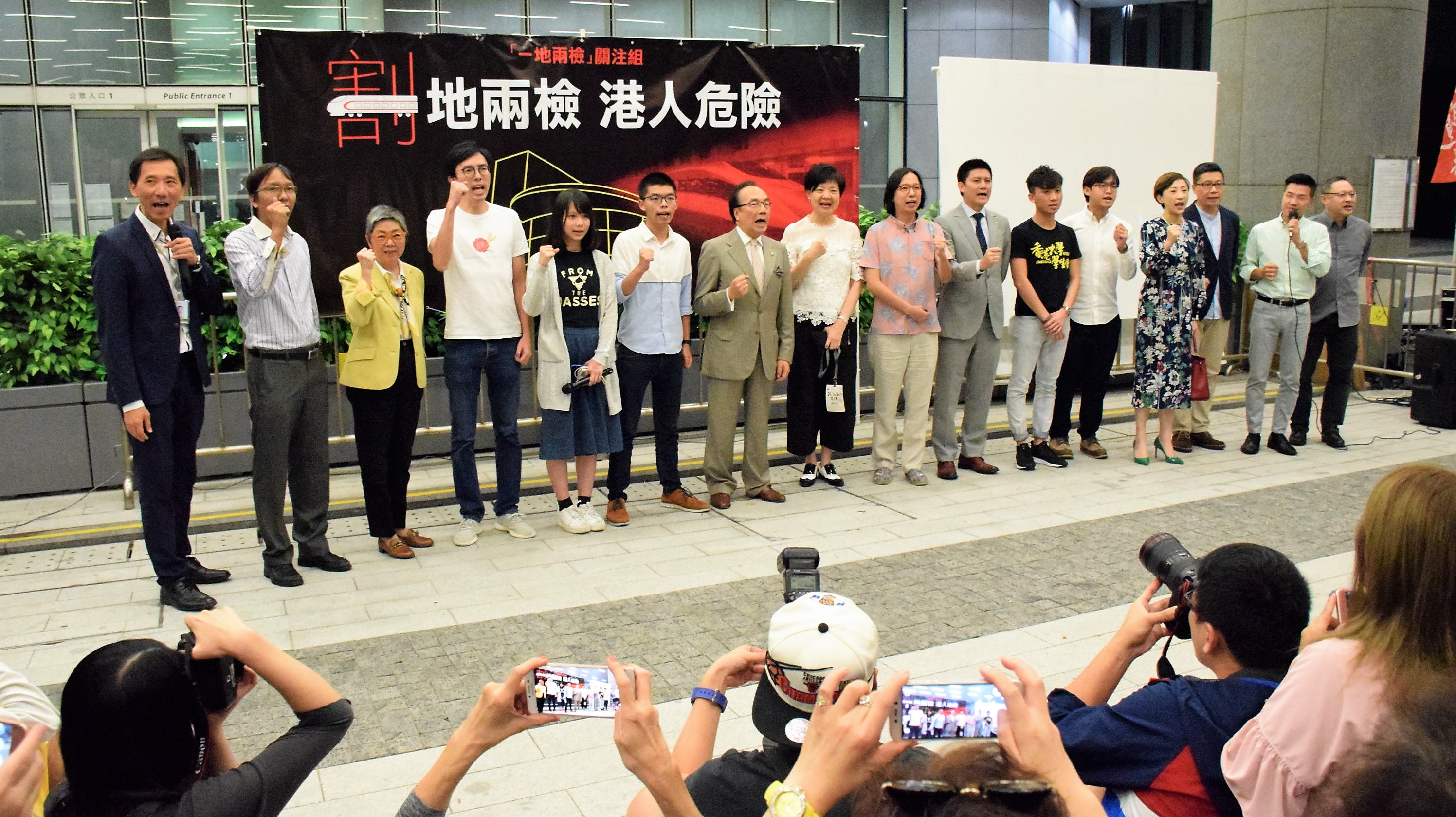
「一地兩檢關注組」舉行「反西九一地兩檢集會」

7月26日，律政司司長袁國強出席商台節目時表示，一地兩檢方案並非中央指令，根據《基本法》第7條列明，香港境內土地屬國家所有，特區負責管理、使用、出租等，認為將西九龍站部分地方租予內地作內地口岸區，不涉業權轉移，不存在「割地」，形容「国家」才是「業主」，有權向「租客」香港租回其中一個房間。有信心方案不違反基本法，不擔心方案受到司法覆核挑戰。但泛民議員認為企業在香港租地亦要守香港法律，批評袁國強的比喻荒謬，令一國兩制名存實亡。
8月3日，律政司司長袁國強、運輸及房屋局長陳帆和保安局長李家超到立法會為一地兩檢方案解惑。民主派要求政府就有關安排作正式公開諮詢，不過袁國強拒絕，指公眾諮詢不是唯一收集意見的渠道。到會見傳媒時表示，政府樂意跟進「有建設性」的意見。教育局官方教材指，香港街頭抗爭頻繁，只反映了有些人的民主意識粗糙和膚淺，捨有效的諮詢制度而不用。
同日，民主派組成的一地兩檢關注組正式成立。關注組由94個團體及個人組成，主要為泛民主派成員，他們要求政府停止向公眾發放誤導訊息、撤回一地兩檢方案，以及就善用高鐵及西九龍總站進行公眾諮詢。另一方面，5名市民隨即提出合共4宗司法覆核，要求法庭宣告高鐵西九龍站劃出「內地口岸區」違反《基本法》。到9月27日，香港特別行政區高等法院原訟法庭周家明法官藉的決定書駁回相關司法覆核的許可申請。
8月18日，香港大學法律學院教授陳文敏撰文，指政府提出的方案無法符合《基本法》，並提出替代方案，按「乘客出發地」分別設出入境檢查於深圳福田站及香港西九站。
10月2日，行政長官林鄭月娥表示政府於10月25日的立法會會議，就高鐵一地兩檢提出無約束力政府議案。民主黨和公民黨表明反對。此外，尹兆堅和莫乃光原本打算在10月18日的大會上，就一地兩檢提出口頭質詢，但立會秘書處稱政府已提出相關動議，主席梁君彥很大機會拒絕要求。民主派批評政府開壞先例，損害市民知情權。
10月6日，運輸及房屋局局長陳帆提交10月25日向立法會發言「擬稿」，批評一地兩檢關注組提出的「兩地兩檢」、「車上檢」等建議無新意且不切實際。随后在11月15日由泛民主派提出的8項修正案的提议，則全部被否決。10月7日，一地兩檢關注組在高鐵石崗車廠開放日到場抗議。副召集人姚松炎批評政府一直迴避市民，不出席民間論壇。認為政府應讓市民有選擇權，並非一言堂。

### “三步走”立法过程

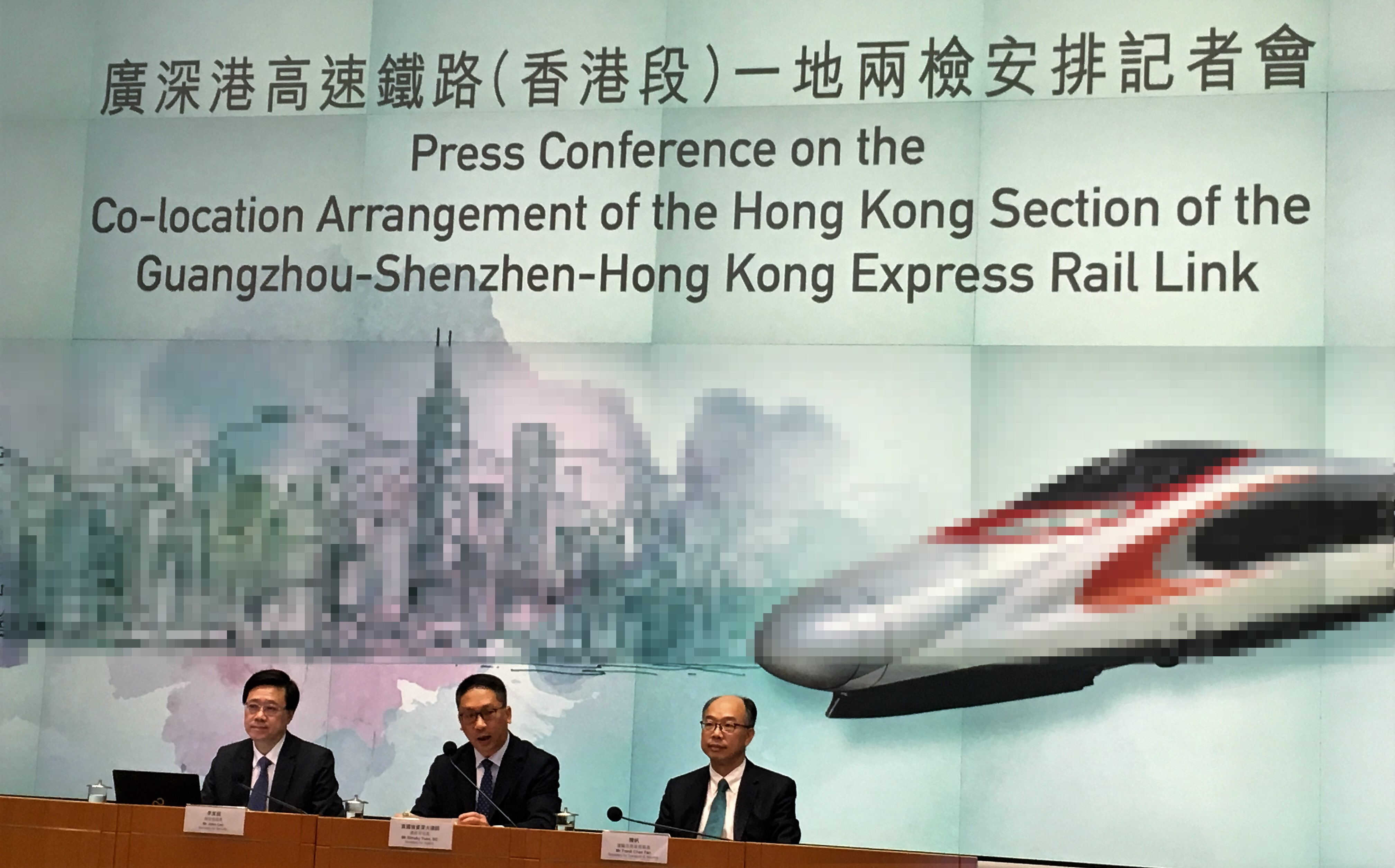
2017年7月25日，香港政府召開記者會公布一地兩檢安排

2017年7月25日香港政府在公布“一地两检”安排时，决定将採用“三步走”的方式立法；第一步为由內地及特區政府達成落實一地兩檢的合作安排；第二步由全國人大常委會通過決定批准及確認合作安排；第三步兩地各自進行相關程序予以實施，在香港將涉及本地立法工作。
2017年11月15日，香港立法会以38票贊成、22票反對通過「一地兩檢」無約束力議案。该议案訂明立法會支持政府依據「三步走」建議，推展一地兩檢安排的後續工作，包括與內地達成《合作安排》，尋求全國人民代表大會常務委員會通過決定予以批准及確認，然後展開本地立法工作，以達致高鐵香港段在2018年第三季通車時實施「一地兩檢」。

#### 第一步
11月18日，香港行政長官林鄭月娥與中共广东省委副书记、省长马兴瑞在香港禮賓府簽署《內地與香港特別行政區關於在廣深港高鐵西九龍站設立口岸實施「一地兩檢」的合作安排》（简称《合作安排》），正式展開廣深港高鐵「一地兩檢」的「三步走」程序的第一步。
合約安排內容暫時保密，仅公布8點主要內容，未交代是否以《基本法》第20條作法律基礎。由泛民主派組成的一地兩檢關注組批評，政府在沒有交代協議細節及在法律基礎未確定前就簽署協議，做法比深圳灣口岸更倒退。
11月21日，汤家骅、梁爱诗、陈弘毅改為反對原方案，認為無須引用《基本法》第20條，香港特區也有權縮減司法管轄範圍。

#### 第二步
2017年12月22日，中华人民共和国國務院總理李克強就高鐵西九龍站的一地兩檢合作安排，書面提呈全國人大常委會審議。
2017年12月27日，全国人民代表大会常务委员会以158票全票通過批准《合作安排》，并“确认”《合作安排》符合中华人民共和国宪法和香港特别行政区基本法。香港特别行政区应当立法保障《合作安排》得以落实。内地口岸区的设立及具体范围，由中华人民共和国国务院批准。同時，《合作安排》終於解密公開。合作安排亦訂明如有發生突發和緊急事件，要須經內地機關請求並授權，香港人員才可進入內地口岸區協助。人大常委會引述基本法第2、7、118和119條作為一地兩檢的理據，李飛說安排合憲合法，不能簡單說《基本法》哪一條是法律基礎。
一地兩檢關注組發起人之一、公民黨主席梁家傑批評李飞不引用《基本法》第20條的說法是將沒有列入《基本法》附件三的內地法律在香港實施，使人大常委會的確定都不容挑戰，視《基本法》如無物。民主黨涂謹申指李飛的說法「十分危險」。資深大律師戴啟思牽頭參選大律師公會改選的團隊，指常委會的法律解釋「難以令人信服和令人不滿」。12月28日深夜，香港大律師公會就事件發出聲明，炮轟人大常委會，指草案說明提及的《基本法》條文沒有一條能夠為一地兩檢提供法理基礎，指責決定是實施《基本法》以來的最大倒退，侵害了《基本法》的完整，嚴重衝擊一國兩制和法治精神，公會表示極度憂慮和遺憾；公會前主席石永泰批評該決定是「建基於空氣」，未提出任何基礎及理據，等同指「凡全國人大常委會所說符合的便是符合」，是1997年後落實《基本法》的最大倒退及嚴重衝擊一國兩制的實施和法治精神。基本法委員會副主任梁愛詩駁斥大律師公會對憲法了解不足夠。她認為外界對《基本法》第18條認識不足。

#### 第三步
2018年1月31日，香港政府向香港立法会大会提交《廣深港高鐵(一地兩檢)條例草案》并进行首读，随后立法会成立一地两检法案委员会对法案进行详细研究。一地两检法案委员会共有64名议员参加。叶刘淑仪和陳淑莊报名竞选主席，投票后葉劉淑儀以32比21票当选一地两检法案委员会主席，張國鈞则当选副主席。
2018年3月至4月中，立法會一地兩檢法案委員會進入逐條審議階段。民主派議員去信行政長官林鄭月娥表達不滿，認為原則和政策仍有問題，不應進入下一階段的審議工作。問題包括質疑草案違憲、安排出現保安漏洞、草案字眼被指不清晰等。
2018年3月12日，香港大律師公會向立法會提交意見書指，立法會無權制訂違反《基本法》之法例，若先立法再留待法院裁決是否合憲，是不負責任。
4月7日，大律師公會主席戴啟思在一地兩檢法案委員會公聽會表明，一地兩檢草案欠缺憲法基礎。若通過將影響香港居民境內由《基本法》保障的行動自由。
4月13日，立法會一地兩檢法案委員會主席葉劉淑儀在會上展示來自運房局長陳帆的信件，指擔心審議進度，若委員會未能下月上旬完成工作，可能會影響9月通車的計劃。葉劉淑儀隨即為審議草案定下「死線」，希望5月7日完成。多名民主派議員不滿政府逼議員配合時間表。
5月5日，運房局長陳帆出席西九龍站植樹活動致辭時表示，認為高鐵建造過程得到社會支持，指香港「沉默大多數」都支持高鐵建設。
5月6日，港鐵主席馬時亨接受商台節目訪問時表示，留意立法會就「一地兩檢」條例草案提出很多修正案，呼籲議員以大局為重，不要「阻住地球轉」，明知未必夠票，即使再拖延，一地兩檢草案始終都會通過。
5月7日，立法會一地兩檢條例草案委員會舉行最後一日會議，主席葉劉淑儀一度提出發言限1分鐘遭泛民反對，其後用「秒速」處理30項由泛民提出修正案的表決，包括加入「日落條款」訂明出租西九站內地口岸區的租約期，以及只有通關、檢疫等內地出入境法律適用於西九龍站的「內地口岸區」等，結果全數否決，大多表決以10秒時間完成。
草案于6月6日在立法会大會恢復二讀。民主派議員多次在會上抗議程序不公，陳志全、區諾軒、譚文豪及朱凱廸先後被逐。民主派會議召集人莫乃光批評葉劉淑儀主持會議手法不理會守則，全體泛民議員發表聯署信，斥責政府、葉劉淑儀及其他建制派議員所為。
6月14日，立法會大会三读以40票贊成、20票反對、1票棄權通過高鐵一地兩檢條例草案。民主派斥條例粗暴通過。
《廣深港高鐵（一地兩檢）條例》（香港法例第632章）於2018年6月22日刊憲，並由運輸及房屋局局長陳帆於2018年8月31日以憲報公告2018年9月4日起實施。

### 移交
2018年9月3日晚上約11時45分，香港和內地官員共約100人在西九龍站舉行了約15分鐘的交接儀式，並由香港運房局局長陳帆和廣東省人民政府副秘書長林積主持，象徵《廣深港高鐵（一地兩檢）條例》正式實施，不過儀式沒有邀請香港傳媒採訪，只由政府新聞處在凌晨零時5分出稿。但行政长官林郑月娥在接受采访时亦指：“只是工作上的交接，并没有举行仪式”，“不存在「鬼祟」進行”。9月4日零時起，西九龍站內地口岸區交由內地作封閉式管理，內地執法人員可在區內享有全面執法權。內地派駐的機構人員亦開始為廣深港高鐵通車和落實一地兩檢安排作最後準備，並熟習流程。

### 法律挑战
2018年6月14日一地两检条例在立法会三读通过后，青年新政梁頌恆、前立法會議員梁國雄、長洲居民郭卓堅和新民主同盟古俊軒分別到高等法院提岀司法覆核。到2018年8月，青年新政梁頌恆與郭卓堅向法庭申請臨時禁制令，要求暫緩一地兩檢在聆訊前執行。香港高院在8月14日頒判辭，以「涉及重大公众利益」为由拒絕兩人臨時禁制令的申請。聆訊於10月30日至31日舉行。高等法院原訟法庭於2018年12月13日裁定《條例》符合《香港特別行政區基本法》，駁回司法覆核的實質申請。

## 轄權爭議

### 基本法
泛民主派認為該區被視為香港特區的區域範圍以外，《基本法》將不再適用，變相「割地賣港」。《合作安排》全文訂明如有發生突發和緊急事件，要須經内地机关請求並授權，香港人員才可進入内地口岸区協助。若違反内地法律，由内地机构採取法律措施，而香港法院無管轄權，此舉招致違反基本法的嫌疑。
2017年12月28日，香港大律師公會聲明，人大常委会未能提供任何法理基礎去「確認」安排合憲合法，認為「只在内地口岸区實施內地法律不違反《基本法》第18條」之說法，是「完全漠視及閹割該條文只容許列在附件三的全国性法律在特區境內實施的規定」，其說法延伸下去意味：只要内地法律非於全香港適用，就可於特區境內之任何地方執行。公會對人大常委会決定指令特區政府「應當」立法落實合作安排「表示震驚」，認為等同「但凡全国人大常委会所說符合便是符合」。法政匯思何旳匡認為，出租土地不改變香港行政區域界線，根據《基本法》第19條，香港終審法院對口岸區應當享有終審權。

### 領事館及驻军
香港《領事關係條例》及《驻军法》賦予領事館及驻军人員特權和豁免，但其他人如進入領事館及驻军範圍仍受香港司法管轄，例如2013年招顯聰闖入中環军营案、2016年闖入美國領事館案由香港法院審判。但是内地口岸区刑事案件，由於將移交予深圳市福田區管轄，將改由深圳市中級人民法院或福田區人民法院審判。

### 其他國家
有意見指其他國家實行一地兩檢無須主場方放棄刑事管轄權，質疑讓出大範圍司法管轄權之必要。以美國在加拿大之預先清關協定為例，美方人員沒有刑事調查、拘捕權力，即使搜身亦須有加拿大人員在場監察。英法海底隧道、新加坡與馬來西亞之鐵路運輸皆採用「出發地預檢模式」。根據歐洲之星並列管制，主場方可要求對方召回執法人員，執法人員僅限執行清關及檢疫法律，不會全面引入他方法律。法國警察在英國須穿着制服，手槍種類、性能、持槍人員姓名都要匯報予英方，若開槍自衛要立即通報英方。對於西九龙内地口岸区是否會存放軍火武器，運房局長陳帆指非香港管轄範圍，意即深方人員在口岸區內使用或存放槍械，完全不受香港約束。立法會保安事務委員會成員林卓廷擔心內地人員使用槍械會對市民的威脅更大，可能有濫權的情況發生。

### 替代方案
鄭經翰、張達明、陳文敏、王永平建議仿傚歐美模式，採用「出發地兩檢」（又稱CIQ方案）：所有乘客須預先通過兩檢方可登車，在香港西九龍一地處理北向兩檢，在深圳福田一地處理南向兩檢，「作客」執法人員只獲授權處理清關、入境、檢疫，有權拒絕可疑人士上車，並移交「主場」執法人員。如有逃犯或非法移民，即可在預檢時堵截；如發現傳染病患者，可在出發地隔離就醫。此「出發地兩檢」方案無須改動刑事司法管轄範圍，免卻基本法爭議。此通關預檢模式又與國際接軌，可複製至香港國際機場和中国大陆主要機場，長遠香港及中国大陆皆可以與外國協議互換通關預檢設施，令出入境、海關、檢疫人員在外國國土執行公職。

### 内地口岸区疑似设置宿舍
2017年10月25日，傳真社取得一批工地相片，現內地口岸區B3層房間裝上以簡體字及英文標示「口岸办保安员宿舍」（Security Staff Rest Room），與政府表明在高鐵西九龍總站工作的內地人員不會在港留宿的說法並不相符。運輸及房屋局回覆指該房間英文名稱是按照港鐵英文版本的建築圖則，指港鐵現時使用的中文名稱並不準確，已要求港鐵更正。

## 安排問題

### 一億元內地人員膳食費用
2018年9月3日，《信報》及《經濟日報》指港鐵應內地政府要求，負責為内地口岸区700名人員提供膳食，不過每個飯盒成本高達100元，加上運送及處理廚餘，一年開支逾1億元。但內地一般員工膳食津貼，每人每餐僅6元人民幣，一年津貼460萬元人民幣，而香港市面連鎖快餐店（如鄰近車站的圓方商場內的大快活）餐價平均在40元內。公民黨立法會議員陳淑莊批評不明白為何規劃時沒有在內地口岸區預留地方建飯堂。港鐵回應指有關服務是應內地單位要求而安排，而有關招標工作已經截標，強調「如內地派駐機構確認接受招標結果，內地將承擔所須費用」。

### 啟用儀式未有邀請傳媒採訪
2018年9月3日晚，運輸及房屋局長陳帆、廣東省人民政府副秘書長林積主持內地口岸區啟用儀式，不過沒有邀請香港傳媒採訪，事前亦無公布，只有政府新聞處凌晨發稿交代。記者協會發表聲明譴責港府，指嚴重影響公眾知情權。事後行政長官林鄭月娥改稱当时活動不是儀式，是「工作層面的交接」，不存在「鬼祟」進行，正式儀式在9月22日上午舉行，由行政長官和廣東省省長共同主持。

## 發生於內地口岸區的事件
自西九龍站內地口岸區於2018年9月4日正式啟用以來，媒體和香港及內地政府曾公開下列發生於內地口岸區的事件：

### 早期事件
- 2018年9月4日，一名外判商裝修工人因不熟路，誤入內地口岸區，港鐵保安人員查核其身分後，將他送回香港口岸區。港鐵在事件中已向內地及香港的執法部門報告[165]。保安局稱該名人士並沒有被香港或內地執法人員拘捕[166]。

- 2018年9月，於高鐵香港段通車後一星期，西九龍站內地口岸區發生一宗港人身體不適求助事件。香港消防處人員獲內地方批准後進入內地口岸區內，將事主送往伊利沙伯醫院治理[167]。

### 兩港人沒執行判決而被帶返深圳
內地《南方日報》和《南方都市報》報導先後有兩人（其中一人為香港永久性居民）因為沒有執行深圳法院的民事訴訟裁決被列為「失信被執行人」，他們分別在2018年10月和12月乘高鐵到香港，於西九龍站內地口岸區過關時被內地邊檢人員扣留，在查證身分後向法院作出通報。深圳法院相關人員在接獲通報後乘高鐵到西九龍站內地口岸區把相關「被執行人」帶返深圳。政務司司長張建宗回應有關事件時指，指根據《一地兩檢》安排，內地口岸區被視為內地一部分，在非保留事項上，內地法律是適用的，當中包括法院的司法權和執法部門的執法權力。而據他了解，今次事件不涉及刑事強制措施，故不屬於通報的範圍。而香港立法會議員楊岳橋稱此兩宗事件由內地媒體報導才知道，顯示一地兩檢條例不透明，議員郭榮鏗認為香港把司法管轄區割讓予內地，體現一地兩檢問題所在，亦是市民不信任一地兩檢的原因。但議員張國鈞認為一地兩檢能發揮作用，受內地法規限制的內地人士不能入境香港。

### 月台助理被非禮但港警未完全受理
2019年1月，一名在西九龍站任職月台助理的女子向香港警方報案，稱在2018年12月分別於西九龍站香港口岸區和內地口岸區被一名男子先後三次非禮。香港警方在接獲報案及作出調查後，於同日以涉嫌在香港口岸區非禮的罪名把涉案男子拘捕；但以境外罪案為由沒有受理於內地口岸區發生的非禮事件的報案，並建議報案人就此向內地公安機關報案。

### 英國駐港總領事館職員被行政拘留
2019年8月8日，任職英國駐港總領事館貿易投資相關工作的香港人鄭文傑，晚上10時許從深圳乘坐高鐵回港期間與家人和女友失去聯絡，在西九龍站內地口岸區被捕。最後後留下的短訊是「Pray for me」。一名女子其後在8月9日到灣仔警署報案，列作「失蹤人士」案件，由西九龍總區失蹤人口調查組跟進。警方其後表示他在當日中午經羅湖口岸出境後便無入境紀錄。
鄭文傑失去聯絡超過10日後，事件才被《香港01》獨家報道。由於當時正值反修例運動，從而引起關注。英國外交部表示極度關注員工被拘留事件，會盡力協助其家屬。香港入境處回覆媒體時表示已透過特區政府駐粵經濟貿易辦事處跟進事件，並按當事人家屬的意願提供適切的協助及意見但未有證實事件。及後廣州鐵路公安局深圳公安處稱西九龍派出所8月8日及9日並無抓捕紀錄。
8月21日，中國外交部表示鄭文傑因違反《中華人民共和國治安管理處罰法》第六十六條規定，即賣淫嫖娼，被深圳警方行政拘留15日。。發言人耿爽強調事主是中國公民，非英國公民，事件屬中國內部事務，非外交問題。不過家人表示未能夠得知他被關押何處及因何事而被關押。同時稱律師連續數天曾赴內地多間拘留所，但一直未有下聞，質疑當局有意阻礙律師見他。
同日傍晚，超過50名市民到英國駐香港總領事館請願，促請英國政府盡快採取行動和獲釋鄭文傑。集會發起者鍾健平批評英國政府沒有採取更進一步行動。事件亦反映市民對「一地兩檢」的疑慮。
8月22日，《環球網》做出獨家報導，引述羅湖警方透露鄭文傑因嫖妓而依法處以行政拘留。罗湖警方对环球时报表示，中国是法治国家，任何人、任何组织从事违法犯罪活动都将受到法律惩处。警方又強調是案發後應鄭本人的請求，才依法未有將其違法行為通知他的家屬。鄭文傑家屬同日回應，表示「公道自在人心」。

## 荣誉
2019年10月26日，进驻西九龙站内地口岸区工作的深圳边检总站西九龙边检站因工作成绩卓著，被中华人民共和国公安部授予集体一等功。

## 備註
1. 1 2 3 4  《合作安排》第3條：
内地口岸区的设立不影响广深港高铁香港段的建造权及施工权、服务经营权及营运和监管，亦不影响广深港高铁香港段相关资产（包括相关土地及土地上不动产或动产）及设施的权益，该等事宜仍由香港特区依特区法律处理及依照本合作安排行使管辖权。
《合作安排》第7條：
下列事项，由香港特区依据特区法律实施管辖（包括司法管辖）：
 1、有关特定人员，即持有香港特区政府或广深港高铁香港营运商核发的有效证件进入内地口岸区或通过该口岸区进入西九龙站其他地点执行职务的工作人员，履行职务或与履行职务相关的事项，除以上情况外，该等人员在内地口岸区应遵守内地法律并接受内地派驻机构的监管；
 2、有关建筑物及相关设施（包括消防、危险品贮存设施、升降机、自动梯、水管装置、废物及污水装置、扩音系统、通风、电力及能源效益等）的建设、保险和设计、维修养护标准和责任的事项，但内地派驻机构自行提供或依据本合作安排执行职务时专用的设施设备除外；
 3、有关广深港高铁香港营运商及服务供应商的经营、相关保险、税务及其员工税务及雇佣责任和权益、保障和保险的事项，前述服务供应商不包括向内地派驻机构或广深港高铁内地营运商提供服务而又不在内地口岸区以外的香港特区区域范围经营之服务供应商；
 4、有关规管及监察广深港高铁香港段铁路系统安全运作及环境管制的事项；
 5、下列在内地口岸区的机构或人士之间的合约或其他民事法律关系的事宜：广深港高铁香港营运商、西九龙站承建商、物料或服务供应商、上述单位的员工及广深港高铁乘客；但当事人以协议（包括书面、口头或双方实际行为）作出相反意思表示者除外；
 6、由广深港高铁香港营运商及内地营运商签订的《广深港高铁运营合作协议》（包括日后的修改或补充协议）中规定由广深港高铁香港营运商负责的事项。
2. ↑  除了「保留事項」[註 1]的管轄權（包括司法管轄權）
3. 1 2  「內地派駐機構使用區域」面積約24300平方米，不包括內地口岸區的全部範圍（為內地口岸區的約1/4面積），其他實施內地法律而由港鐵管理的地方，例如B3層的離港乘客候車區及B4層的月台沒有使用费用。[19][3]
4. ↑  其實際代表的含義為「中華人民共和國深圳出入境邊防檢查總站西九龍出入境邊防檢查站」
5. ↑  现时出入境记录凭证的出入境口岸均显示「西九龙」